# 됭케르크 전투
됭케르크 전투(프랑스어: Bataille de Dunkerque, 영어: Battle of Dunkirk)는 제2차 세계 대전 서부 전선에서 일어난 전투 중 하나이다. 이 됭케르크 전투는 5월 26일 시작하여 6월 4일 연합군의 다이나모 작전으로 끝난다.
가짜 전쟁 이후 1940년 5월 10일 프랑스 공방전이 시작되었다. 동부의 독일 B 집단군은 네덜란드를 침공하며 벨기에 서부 방면으로 진출했다. 이에 대항하여, 프랑스 최고 사령관 모리스 가믈랭은 마지노 선에 의존하는 딜 계획을 발동한다. 가믈랭의 명령으로 3개 기계화 부대로 이루어진 프랑스 1 군과 영국 원정군(BEF)가 딜 강을 도하했다. 5월 14일, 독일 A 집단군은 아르덴 지역으로 스당 서쪽으로 빠르게 전진하여 독일 원수 에리히 폰 만슈타인이 영국 해협까지 전진하며 "낫질 작전"("황색 작전"또는 만슈타인 계획으로 알려짐)으로 효과적으로 연합군의 측면을 공격했다.
연합군의 일련의 반격 작전인 아라스 전투가 실패하고, 5월 20일 독일군은 해안에 도달하며 영국 원정군과 프랑스 1 군이 아르망티에르(Armentières) 근처에서 서로 절단되고 벨기에 육군과 프랑스 육군 대다수가 북부에 포위되었다. 해협 도달 이후, 독일은 영국군이 탈출하기 이전에 항구를 점령하여 영국과 프랑스군을 포위 섬멸하고자 했다.
전쟁에서 가장 논쟁되는 결정 중 하나로, 독일군은 됭케르크 근처에서 진격을 정지했다. 흔히 생각하는 것과 반대로, "정지 명령"은 아돌프 히틀러가 발령한 것이 아니다. 게르트 폰 룬트슈테트와 발터 폰 클루게가 됭케르크 포위망 주변 독일군이 항구로의 진격을 멈추도록 합의했다. 히틀러는 5월 24일에 독일 국방군 최고 사령부(OKW)에서 정지 명령을 내렸다. 이 군들은 3일간 진격을 멈추고 그 동안 연합군이 탈출과 방어 준비를 할 시간을 벌어주는 계기가 되었다. 영국군은 결국 됭케르크에서 약 33만명의 연합군 병사를 탈출시킨다.

## 서막
1940년 5월 10일, 윈스턴 처칠은 영국의 총리가 된다. 5월 26일, 영국 원정군과 프랑스 1 군은 바다 근처로 물러나 너비 97 km와 폭 24–40 km 의 포위망으로 줄어들었다. 영국군 대부분은 됭케르크에 64 km 떨어져 있는 릴에 있었으며, 프랑스군은 그 남쪽에 있었다. 연합군은 두 거대한 독일군인 동부의 페도르 폰 보크 장군의 B 집단군과 서부의 게르트 폰 룬트슈테트의 A 집단군에게 포위되었다. (이 장군 모두 나중에 원수로 등급한다.)

## 같이 보기
- 제2차 세계 대전 기간 영국의 군사 역사
- 제2차 세계 대전 중의 영국군
- 마커스 에르빈-앤드류 (Marcus Ervine-Andrews)

## 참조

### 서지
- Bond, Brian. Britain, France and Belgium 1939–1940. London: Brasseys, 1990. ISBN 0-08-037700-9.
- Butler, J. R. M., ed. The War in France and Flanders 1939–1940: Official Campaign History. Uckfield, UK: Naval & Military Press Ltd., 2009. ISBN 978-1-84574-056-6.
- Frieser, Karl-Heinz. The Blitzkrieg Legend: The 1940 Campaign in the West. Annapolis, Maryland: Naval Institute Press. 2005. ISBN 978-1-59114-294-2
- Holmes, Richard, ed. "France: Fall of". The Oxford Companion to Military History. New York: Oxford University Press, 2001. ISBN 0-19-866209-2.
- Hooton, E.R. Luftwaffe at War; Blitzkrieg in the West. London: Chevron/Ian Allen, 2007. ISBN 978-1-85780-272-6.
- Keegan, John. The Second World War. New York: Viking Penguin, 1989. ISBN 0-670-82359-7.
- Kershaw, Ian. Fateful Choices: Ten Decisions That Changed the World, 1940–1941. London: Penguin Books, 2008. ISBN 978-0-14-101418-0.
- Kilzer, Louis. Hitler's Traitor: Martin Bormann and the Defeat of the Reich. New York: Presidio Press, 2000. ISBN 0-89141-710-9.
- Liddell Hart, B.H. History of the Second World War. New York: G.P. Putnam, 1970. ISBN 0-306-80912-5.
- Lord, Walter. The Miracle of Dunkirk. New York: The Viking Press, 1982 / London: Allen Lane, 1983. Citations from the Wordsworth Military Library reprint of 1998. ISBN 1-85326-685-X.
- MacDonald, John. Great Battles of World War II. Toronto, Canada: Strathearn Books Limited, 1986. ISBN 0-86288-116-1.
- McEwan, Ian. Atonement. London: Jonathan Cape, 2001. ISBN 0-224-06252-2.
- McGlashan, Kenneth B. with Owen P. Zupp. Down to Earth: A Fighter Pilot Recounts His Experiences of Dunkirk, the Battle of Britain, Dieppe, D-Day and Beyond. London: Grub Street Publishing, 2007. ISBN 1-904943-84-5.
- Murray, Willamson. Strategy for Defeat: The Luftwaffe 1935–1945. Princeton, New Jersey: University Press of the Pacific, 2002. ISBN 0-89875-797-5.
- Murray, Williamson and Allan R. Millett. A War to Be Won: Fighting the Second World War. Cambridge, Massachusetts: Belknap Press, 2000. ISBN 0-674-00163-X.
- Postan Michael M.History of the Second World War: British War Production, London: HMSO, 1952.
- Salmaggi, Cesare and Alfredo Pallavisini. 2194 Days of War: An Illustrated Chronology of the Second World War. New York: Gallery Books, 1993. ISBN 0-8317-8885-2.
- Shirer, William L. The Rise and Fall of the Third Reich: A History of Nazi Germany. New York: Simon & Schuster, 1959. ISBN 0-330-70001-4.
- Taylor, A.J.P. and S.L. Mayer, eds. A History Of World War Two. London: Octopus Books, 1974. ISBN 0-7064-0399-1.
- Thomas, Nick. RAF Top Gun: Teddy Donaldson CB, DSO, AFC and Bar, Battle of Britain Ace and World Air Speed Record Holder. London: Pen and Sword, 2008. ISBN 1-84415-685-0.
- Thompson, Major General Julian. Dunkirk: Retreat to Victory. London: Pan Books, 2009. ISBN 978-0-330-43796-7.
- Weinberg, Gerhard L. A World at Arms. New York: Cambridge University Press, 1994. ISBN 0-521-44317-2.
- Wilmot, Chester. The Struggle for Europe. Old Saybrook, Connecticut: Konecky & Konecky, 1952. ISBN 1-56852-525-7